# Фоминское княжество
Фоминское княжество — удел Смоленской земли в XIV—XV веках.

## История
Фомин (Фомен) городок, крепость Фомы. Первое письменное упоминание относят к 1371 году.
Основная часть территории княжества располагалась на северо-востоке современной Смоленской области между Зубцовом и Сычёвкой. Стержнем княжества являлась река Вазуза, по которой пролегал один из вариантов пути из Новгорода в днепровские земли. По своим размерам княжество являлось одним из самых маленьких на Руси.
Фоминское княжество граничило на востоке с новгородской Волоцкой волостью, на севере — с тверскими землями, на юге — с Вяземским княжеством, на северо-западе — с Ржевским княжеством. Последние два также входили в состав Смоленской земли, территория которой непосредственно прилегала к Фоминскому княжеству с запада.
Резиденция Фоминских князей находилась в Фоминском городке, который располагался на границе современных Тверской и Смоленской областей при впадении Осуги в Вазузу. С начала XX века на его месте находилось село Фоминское городище, позднее деревня Фомино-Городище: «Место довольно крепкое, городок обнесён валом». Место, где стоял Фоминский городок, с 1977 года по настоящее время частично затоплено водами Вазузского водохранилища — одного из главных источников обеспечения водоснабжения города Москвы.

## Фоминское княжество в литературе
Фоминское княжество является одним из действующих мест произведений Григория Демидовцева, посвящённых созданию вымышленного государства Новорусь — фантастического описания, модели, для историко-социологического расследования. 

## См.также
- Фоминские князья
- Фоминско-Березуйское княжество